# Etaper i Giro d'Italia 2008
Etaperne i Giro d'Italia 2008 strækker sig over 21 etaper (med 2 hviledage) fra d. 10. maj til og med d. 1. juni.

## 1. etape:Palermo>Palermo, 28.5km (TTT)
10-05-2008
|   | Hold                | Tid   |
| - | ------------------- | ----- |
| 1 | Slipstream-Chipotle | 26.32 |
| 2 | Team CSC            | + 6   |
| 3 | Team High Road      | s.t.  |
| 4 | Liquigas            | + 8   |
| 5 | Barloworld          | + 13  |

|   | Rytter                | Hold                | Tid   |
| - | --------------------- | ------------------- | ----- |
| 1 | Christian Vande Velde | Slipstream-Chipotle | 26.32 |
| 2 | David Zabriskie       | Slipstream-Chipotle | s.t.  |
| 3 | Ryder Hesjedal        | Slipstream-Chipotle | s.t.  |
| 4 | Julian Dean           | Slipstream-Chipotle | s.t.  |
| 5 | Magnus Bäckstedt      | Slipstream-Chipotle | s.t.  |

## 2. etape:Cefalù>Agrigento, 207km
11-05-2008
|   | Rytter            | Hold                | Tid     |
| - | ----------------- | ------------------- | ------- |
| 1 | Riccardo Riccò    | Saunier Duval-Scott | 5:48.35 |
| 2 | Danilo di Luca    | L.P.R. Brakes       | s.t.    |
| 3 | Davide Rebellin   | Gerolsteiner        | s.t.    |
| 4 | Franco Pellizotti | Liquigas            | s.t.    |
| 5 | Paolo Savoldelli  | L.P.R. Brakes       | s.t.    |

|   | Rytter                | Hold                | Tid     |
| - | --------------------- | ------------------- | ------- |
| 1 | Franco Pellizotti     | Liquigas            | 6:15.16 |
| 2 | Christian Vande Velde | Slipstream-Chipotle | + 1     |
| 3 | Chris Anker Sørensen  | Team CSC            | + 7     |
| 4 | Danilo di Luca        | L.P.R. Brakes       | + 7     |
| 5 | Morris Possoni        | Team High Road      | + 8     |

## 3. etape:Catania>Milazzo, 208km
12-05-2008
|   | Rytter          | Hold                   | Tid     |
| - | --------------- | ---------------------- | ------- |
| 1 | Daniele Bennati | Liquigas               | 5:37.01 |
| 2 | Erik Zabel      | Team Milram            | s.t.    |
| 3 | Danilo Hondo    | Diquigiovanni-Androni  | s.t.    |
| 4 | Thomas Fothen   | Gerolsteiner           | s.t.    |
| 5 | Alberto Loddo   | Tinkoff Credit Systems | s.t.    |

|   | Rytter                | Hold                | Tid      |
| - | --------------------- | ------------------- | -------- |
| 1 | Franco Pellizotti     | Liquigas            | 11:52.17 |
| 2 | Christian Vande Velde | Slipstream-Chipotle | + 1      |
| 3 | Danilo di Luca        | L.P.R. Brakes       | + 7      |
| 4 | Morris Possoni        | Team High Road      | + 8      |
| 5 | Vincenzo Nibali       | Liquigas            | + 8      |

## 4. etape:Pizzo Calabro>Catanzaro, 187km
13-05-2008
|   | Rytter           | Hold            | Tid     |
| - | ---------------- | --------------- | ------- |
| 1 | Mark Cavendish   | Team High Road  | 4:49.09 |
| 2 | Robert Förster   | Gerolsteiner    | s.t.    |
| 3 | Daniele Bennati  | Liquigas        | s.t.    |
| 4 | Assan Bazayev    | Team Astana     | s.t.    |
| 5 | Mirco Lorenzetto | Lampre-Fondital | s.t.    |

|   | Rytter                | Hold                | Tid      |
| - | --------------------- | ------------------- | -------- |
| 1 | Franco Pellizotti     | Liquigas            | 16:41.26 |
| 2 | Christian Vande Velde | Slipstream-Chipotle | + 1      |
| 3 | Danilo di Luca        | L.P.R. Brakes       | + 7      |
| 4 | Morris Possoni        | Team High Road      | + 8      |
| 5 | Vincenzo Nibali       | Liquigas            | + 8      |

## 5. etape:Belvedere Marittimo>Contursi Terme, 170km
14-05-2008
|   | Rytter                  | Hold                   | Tid     |
| - | ----------------------- | ---------------------- | ------- |
| 1 | Pavel Brutt             | Tinkoff Credit Systems | 5:04.52 |
| 2 | Johannes Fröhlinger     | Gerolsteiner           | + 4     |
| 3 | Luis Felipe Laverde     | CSF Group Navigare     | + 10    |
| 4 | Francisco Pérez Sanchez | Caisse d'Epargne       | + 25    |
| 5 | Paolo Bettini           | Quick Step             | + 31    |

|   | Rytter                | Hold                | Tid      |
| - | --------------------- | ------------------- | -------- |
| 1 | Franco Pellizotti     | Liquigas            | 21:46.49 |
| 2 | Christian Vande Velde | Slipstream-Chipotle | + 1      |
| 3 | Danilo di Luca        | L.P.R. Brakes       | + 7      |
| 4 | Morris Possoni        | Team High Road      | + 8      |
| 5 | Vincenzo Nibali       | Liquigas            | + 8      |

## 6. etape:Potenza>Peschici, 247km
15-05-2008
|   | Rytter         | Hold                   | Tid     |
| - | -------------- | ---------------------- | ------- |
| 1 | Matteo Priamo  | CSF Group Navigare     | 5:24.49 |
| 2 | Alan Pérez     | Euskaltel-Euskadi      | + 8     |
| 3 | Nikolay Trusov | Tinkoff Credit Systems | + 27    |
| 4 | Paul Martens   | Rabobank               | + 31    |
| 5 | Maxim Iglinsky | Astana                 | + 32    |

|   | Rytter            | Hold                  | Tid      |
| - | ----------------- | --------------------- | -------- |
| 1 | Giovanni Visconti | Quick Step            | 27:14.04 |
| 2 | Matthias Russ     | Gerolsteiner          | s.t.     |
| 3 | Daniele Nardello  | Diquigiovanni-Androni | + 1.22   |
| 4 | Alan Pérez        | Euskaltel-Euskadi     | + 4.42   |
| 5 | Francesco Gavazzi | Lampre-Fondital       | + 5.34   |

## 7. etape:Vasto>Pescocostanzo, 179km
16-05-2008
|   | Rytter                | Hold                   | Tid     |
| - | --------------------- | ---------------------- | ------- |
| 1 | Gabriele Bosisio      | L.P.R. Brakes          | 4:45.05 |
| 2 | Vasil Kiryienka       | Tinkoff Credit Systems | + 46    |
| 3 | Emanuele Sella        | CSF Group Navigare     | + 1.02  |
| 4 | Felix Rafael Cardenas | Barloworld             | + 1.33  |
| 5 | Danilo Di Luca        | L.P.R. Brakes          | + 2.04  |

|   | Rytter            | Hold               | Tid      |
| - | ----------------- | ------------------ | -------- |
| 1 | Giovanni Visconti | Quick Step         | 32:03.01 |
| 2 | Matthias Russ     | Gerolsteiner       | + 9      |
| 3 | Gabriele Bosisio  | L.P.R. Brakes      | + 5.43   |
| 4 | Danilo Di Luca    | L.P.R. Brakes      | + 7.27   |
| 5 | Emanuele Sella    | CSF Group Navigare | + 7.36   |

## 8. etape:Rivisondoli>Tivoli, 208km
17-05-2008
|   | Rytter              | Hold                | Tid     |
| - | ------------------- | ------------------- | ------- |
| 1 | Riccardo Riccò      | Saunier Duval-Scott | 4:41.05 |
| 2 | Paolo Bettini       | Quick Step          | s.t.    |
| 3 | Davide Rebellin     | Gerolsteiner        | s.t.    |
| 4 | Franco Pellizotti   | Liquigas            | s.t.    |
| 5 | Daniele Pietropolli | L.P.R. Brakes       | s.t.    |

|   | Rytter            | Hold                | Tid      |
| - | ----------------- | ------------------- | -------- |
| 1 | Giovanni Visconti | Quick Step          | 36:04.06 |
| 2 | Matthias Russ     | Gerolsteiner        | + 34     |
| 3 | Gabriele Bosisio  | L.P.R. Brakes       | + 5.53   |
| 4 | Danilo Di Luca    | L.P.R. Brakes       | + 7.27   |
| 5 | Riccardo Riccò    | Saunier Duval-Scott | + 7.33   |

## 9. etape:Civitavecchia>San Vincenzo, 194km
18-05-2008
|   | Rytter          | Hold              | Tid     |
| - | --------------- | ----------------- | ------- |
| 1 | Daniele Bennati | Liquigas          | 5:30.06 |
| 2 | Paolo Bettini   | Quick Step        | s.t.    |
| 3 | Robbie McEwen   | Silence-Lotto     | s.t.    |
| 4 | Erik Zabel      | Team Milram       | s.t.    |
| 5 | Koldo Fernandez | Euskaltel-Euskadi | s.t.    |

|   | Rytter            | Hold               | Tid      |
| - | ----------------- | ------------------ | -------- |
| 1 | Giovanni Visconti | Quick Step         | 42:14.16 |
| 2 | Matthias Russ     | Gerolsteiner       | + 34     |
| 3 | Gabriele Bosisio  | L.P.R. Brakes      | + 5.53   |
| 4 | Danilo Di Luca    | L.P.R. Brakes      | + 7.27   |
| 5 | Emanuele Sella    | CSF Group Navigare | + 7.32   |

## 10. etape:Pesaro>Urbino, 36km: (ITT)
20-05-2008
|   | Rytter           | Hold            | Tid   |
| - | ---------------- | --------------- | ----- |
| 1 | Marzio Bruseghin | Lampre-Fondital | 56.41 |
| 2 | Alberto Contador | Astana          | + 8   |
| 3 | Andreas Klöden   | Astana          | + 20  |
| 4 | Marco Pinotti    | Team High Road  | + 28  |
| 5 | Paolo Savoldelli | LPR Brakes      | + 36  |

|   | Rytter            | Hold            | Tid      |
| - | ----------------- | --------------- | -------- |
| 1 | Giovanni Visconti | Quick Step      | 43:12.02 |
| 2 | Matthias Russ     | Gerolsteiner    | + 3.31   |
| 3 | Gabriele Bosisio  | L.P.R. Brakes   | + 5.50   |
| 4 | Alberto Contador  | Astana          | + 6.59   |
| 5 | Marzio Bruseghin  | Lampre-Fondital | + 7.52   |

## 11. etape:Urbania>Cesena, 193km
21-05-2008
|   | Rytter               | Hold                  | Tid     |
| - | -------------------- | --------------------- | ------- |
| 1 | Alessandro Bertolini | Diquigiovanni-Androni | 5:44.22 |
| 2 | Pablo Lastras        | Caisse d'Epargne      | + 5     |
| 3 | Fortunato Baliani    | CSF Group Navigare    | s.t.    |
| 4 | Tiziano Dall'Antonia | CSF Group Navigare    | + 41    |
| 5 | Laurent Mangel       | AG2R - La Mondiale    | + 1.33  |

|   | Rytter            | Hold            | Tid      |
| - | ----------------- | --------------- | -------- |
| 1 | Giovanni Visconti | Quick Step      | 49:00.17 |
| 2 | Gabriele Bosisio  | L.P.R. Brakes   | + 5.50   |
| 3 | Alberto Contador  | Astana          | + 6.59   |
| 4 | Marzio Bruseghin  | Lampre-Fondital | + 7.52   |
| 5 | Andreas Klöden    | Astana          | + 7.54   |

## 12. etape:Forlì>Carpi, 171km
22-05-2008
|   | Rytter          | Hold              | Tid     |
| - | --------------- | ----------------- | ------- |
| 1 | Daniele Bennati | Liquigas          | 4:05.29 |
| 2 | Mark Cavendish  | Team High Road    | s.t.    |
| 3 | Robbie McEwen   | Silence-Lotto     | s.t.    |
| 4 | Koldo Fernandez | Euskaltel-Euskadi | s.t.    |
| 5 | Paolo Bettini   | Quick Step        | s.t.    |

|   | Rytter            | Hold            | Tid      |
| - | ----------------- | --------------- | -------- |
| 1 | Giovanni Visconti | Quick Step      | 53:05.26 |
| 2 | Gabriele Bosisio  | L.P.R. Brakes   | + 5.50   |
| 3 | Alberto Contador  | Astana          | + 6.59   |
| 4 | Marzio Bruseghin  | Lampre-Fondital | + 7.52   |
| 5 | Andreas Klöden    | Astana          | + 7.54   |

## 13. etape:Modena>Cittadella, 192km
23-05-2008
|   | Rytter          | Hold                | Tid     |
| - | --------------- | ------------------- | ------- |
| 1 | Mark Cavendish  | Team High Road      | 4:11.07 |
| 2 | Daniele Bennati | Liquigas            | s.t.    |
| 3 | Koldo Fernández | Euskaltel-Euskadi   | s.t.    |
| 4 | Erik Zabel      | Team Milram         | s.t.    |
| 5 | Julian Dean     | Slipstream-Chipotle | s.t.    |

|   | Rytter            | Hold                 | Tid      |
| - | ----------------- | -------------------- | -------- |
| 1 | Giovanni Visconti | Quick Step           | 57:17.06 |
| 2 | Gabriele Bosisio  | L.P.R. Brakes-Ballan | + 5.50   |
| 3 | Alberto Contador  | Astana               | + 6.59   |
| 4 | Andreas Klöden    | Astana               | + 7.41   |
| 5 | Vincenzo Nibali   | Liquigas             | + 7.51   |

## 14. etape:Verona>Alpe di Pampeago, 195km
24-05-2008
|   | Rytter            | Hold                   | Tid     |
| - | ----------------- | ---------------------- | ------- |
| 1 | Emanuele Sella    | CSF Group-Navigare     | 5:37.14 |
| 2 | Vasil Kiryjenka   | Tinkoff Credit Systems | + 4.38  |
| 3 | Joaquim Rodríguez | Caisse d'Epargne       | + 5.08  |
| 4 | José Rujano       | Caisse d'Epargne       | + 7.28  |
| 5 | Paolo Bettini     | Quick Step             | + 7.58  |

|   | Rytter           | Hold                 | Tid      |
| - | ---------------- | -------------------- | -------- |
| 1 | Gabriele Bosisio | L.P.R. Brakes-Ballan | 63:10.47 |
| 2 | Alberto Contador | Astana               | + 5      |
| 3 | Marzio Bruseghin | Lampre               | + 28     |
| 4 | Riccardo Riccò   | Saunier Duval-Scott  | + 1.02   |
| 5 | Danilo Di Luca   | L.P.R. Brakes-Ballan | + 1.07   |